# 池内敏
池内敏（1958年—），日本名古屋大学人文学研究科教授，博士生导师。日本京都大学博士。主要研究方向为日本近代史、江户时代日朝关系史。

## 教育背景
- 1978年4月～1982年3月　日本京都大学文学部史学科国史学专业本科
- 1983年4月～1986年3月   日本京都大学文学研究科国史学专业硕士课程 文学硕士
- 1986年4月～1991年9月   日本京都大学文学研究科国史学专业博士课程 文学博士

## 工作经历
- 1991年10月～1994年9月　日本鸟取大学讲师（教养部）
- 1994年10月～2000年3月  日本鸟取大学助教授（教养部→教育学部→教育地域科学部）
- 2000年4月～至今   日本名古屋大学教授（文学研究科→人文学研究科）

### 兼职情况
- 2010年4月～2014年3月　日本名古屋大学大学文书资料室室长
- 2010年4月～2013年3月　日本名古屋大学文学研究科副研究科长
- 2014年4月～2015年3月   日本名古屋大学校长助理、文书资料室历史资料部门部长
- 2019年4月～   日本名古屋大学人文学研究科副研究科长

### 海外交流经历
- 1993年5月～1994年3月     韩国延世大学校国学研究院访问学者（日本学术振兴会学特定国派遣研究者）
- 2003年12月～2004年11月  韩国檀国大学校东洋学研究所客座研究员
- 2008年8月 韩国东北亚历史财团海外招聘研究者
- 2015年4月～2016年1月  韩国首尔大学校奎章阁国际韩国学研究中心访问研究员

## 作品

### 著书
- 《近世日本和朝鲜漂流民》（『近世日本と朝鮮漂流民』），临川书店，1998年
- 《“杀害唐人”的世界》（『「唐人殺し」の世界』），临川书店，1999年
- 《大君外交和“武威”》（『大君外交と「武威」』），名古屋大学出版会，2006年
- 《萨摩藩士朝鲜漂流日记》（『薩摩藩士朝鮮漂流日記』），讲谈社，2009年
- 《何为竹岛问题》（『竹島問題とは何か』），名古屋大学出版会，2012年
- 《竹岛：另一种日韩关系史》（『竹島　もうひとつの日韓関係史』），中公新书，2016年
- 《绝海的硕学：近世日朝外交史研究》（『絶海の碩学　近世日朝外交史研究』），名古屋大学出版会，2017年
- 《日本人的朝鲜观是如何形成的》（『日本人の朝鮮観はいかにして形成されたか』），讲谈社，2017年

### 译著
- 《近世后期漂流民和日朝关系》（『近世後期漂流民と日朝関係』），李薫著，池内敏译，法政大学出版局、2008年

### 合著、编著
- 《街道的日本史37 鸟取・米子和隠岐》（『街道の日本史３７〈鳥取・米子と隠岐〉』），吉川弘文馆，2005年
- 《智头町志》上（『智頭町誌』上），鸟取县智头町，2001年
- 《新鸟取县史》资料编近世1・东伯耆、鸟取（『新鳥取県史』資料編近世１・東伯耆、鳥取県），2008年
- 《爱知县史》（『愛知県史』）资料编19・近世　东三河编，爱知县，2008年
- 《新编知立市史》5 池鲤鲋宿本阵宿帐（『新編知立市史』5 池鯉鮒宿本陣宿帳），爱知县知立市，2011年
- 《新鸟取县史》资料近世1・西伯耆（上下），（『新鳥取県史』資料編近世１・西伯耆（上下，鸟取县，2015年
- 《爱知县史》资料编22・近世　领主编２<三河>（『愛知県史』資料編22・近世　領主編２<三河>），爱知县，2015年
- 《新编知立市史》别卷文化财编（『新編知立市史』別巻文化財編），爱知县知立市，2016年
- 《新编知立市史》4〈资料编 近世〉（『新編知立市史』4〈資料編近世〉）、爱知县知立市，2018年